# Bartellose Linienbarbe
Die Bartellose Linienbarbe (Striuntius lineatus, Syn.: Puntius lineatus, Barbus lineatus) ist ein Süßwasserfisch aus der Familie der Karpfenfische. Sie kommt auf der Malaiischen Halbinsel, auf Sumatra und Westborneo (Indonesien) in Sümpfen und stehenden offenen Gewässern mit dichtem Pflanzenwuchs vor und ist in Gewässern mit klarem Schwarzwasser recht häufig.

## Merkmale
Die Bartellose Linienbarbe hat einen gestreckten, seitlich deutlich abgeflachten Körper von gelblichgrauer Grundfarbe mit silbrigem Glanz. Sie ähnelt in Gestalt und Färbung stark der Linienbarbe (Desmopuntius johorensis), besitzt aber keine oder nur ein einzelnes Paar rudimentärer Maxillarbarteln, die viel kürzer als der Augendurchmesser sind, und eine Rille hinter der fleischigen Unterkieferlippe (nur bei Exemplaren länger als 2 cm) die sie von allen anderen südostasiatischen Barben unterscheidet. Das Maul ist leicht unterständig.
Von anderen ehemals Puntius zugeordneten südostasiatischen Barben unterscheidet sich die Bartellose Linienbarbe durch ihr Farbmuster bestehend aus 4 bis 6 dunkelbraunen bis bläulichen Längsstreifen, das bei ihr im Unterschied zur Linienbarbe in allen Altersstufen vorhanden ist. Zwölf Schuppen zählt man rund um den Schwanzstiel. Der erste Flossenstrahl der Rückenflosse ist schwarz, der letzte unverzweigte Rückenflossenstrahl ist hinten gesägt. Die Seitenlinie ist vollständig. Die Anzahl der mit Poren versehenen Seitenlinienschuppen liegt bei 25 bis 28. In einer Querreihe zwischen der Rückenflossenbasis und der Bauchmittellinie zählt man vor der Bauchflossenbasis ½5/1/5½ Schuppen. Reihen kleiner Papillen finden sich an den Seiten der Schnauze und in der Augenregion. Diese Papillenreihen fehlen allen anderen südostasiatischen Barben mit Ausnahme von Oliotius. Auf dem ersten Kiemenbogen finden sich 17 bis 20 Kiemenrechen (3 bis 15 bei den anderen Gattungen).

## Systematik
Die Bartellose Linienbarbe wurde 1904 durch den deutschen Ichthyologen Georg Duncker als Barbus lineatus beschrieben, später der Sammelgattung Puntius zugeordnet. Im November 2013 ordnete sie der Schweizer Ichthyologen Maurice Kottelat der neu aufgestellten und eigens für die Bartellose Linienbarbe geschaffenen monotypischen Gattung Striuntius zu. Der Gattungsname wurde aus striatus (= gestreift) und Puntius zusammengesetzt. Im August 2020 wurde auch die Schwarzbandbarbe (Striuntius lateristriga), die Schwesterart der Bartellose Linienbarbe, in die Gattung Striuntius gestellt, die damit nicht mehr monotypisch ist.